# Sciara jeanneli
Sciara jeanneli är en tvåvingeart som beskrevs av Seguy 1940. Sciara jeanneli ingår i släktet Sciara och familjen sorgmyggor. Inga underarter finns listade i Catalogue of Life.